# EAA AirVenture Oshkosh

EAA AirVenture Oshkosh (anteriormente EAA Annual Convention and Fly-In), o simplemente Oshkosh, es un exhibición de vuelo anual y una reunión de entusiastas de la aviación que se celebra cada verano en el Aeropuerto Regional Wittman y en el adyacente Aeropuerto Pioneer de Oshkosh, Wisconsin, Estados Unidos. La parte sur del recinto ferial, así como el Campamento Scholler, se encuentran en la ciudad de Nekimi. y una base para hidroaviones en el lago Winnebago ubicado en Black Wolf.
La exhibición aérea está organizada por la Experimental Aircraft Association (EAA), una organización internacional de aviación general con sede en Oshkosh, y es la mayor del mundo en su género. El espectáculo dura una semana y suele comenzar el lunes de la última semana completa de julio. Durante esta reunión, la torre de control del aeropuerto con frecuencia 118.5 es la más concurrida del mundo.

## Historia

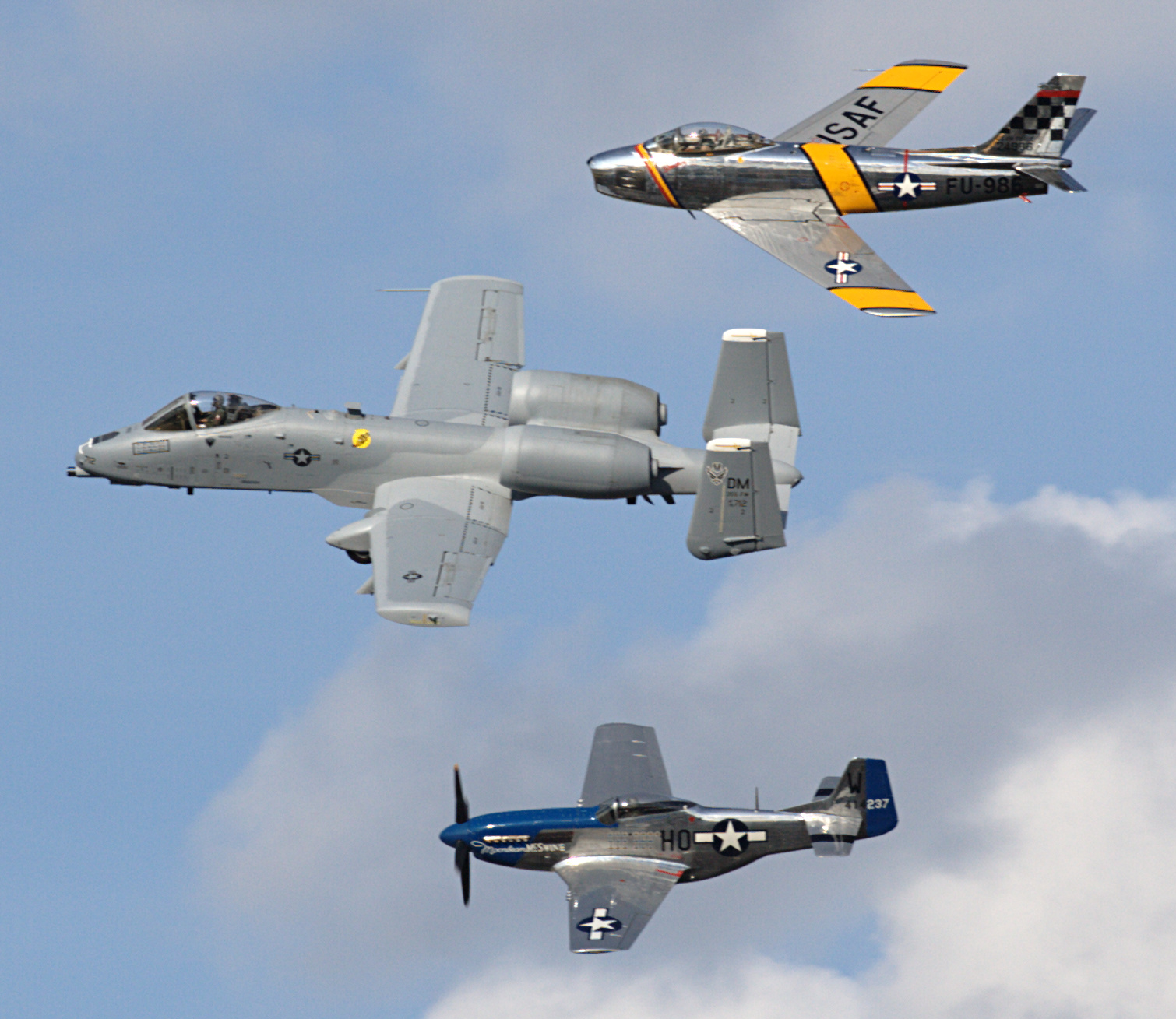
Un F-86 Sabre (arriba), un A-10 Thunderbolt II (centro), y un P-51D Mustang (abajo) actuando en Oshkosh en 2009

La EAA fue fundada en Hales Corners, Wisconsin, en 1953 por Paul Poberezny, diseñador de aviones y veterano aviador militar, quien creó la organización en el sótano de su casa para constructores y restauradores de aviones recreativos. Aunque la construcción casera sigue siendo una parte importante de las actividades de la organización, ha crecido hasta incluir casi todos los aspectos de la aviación recreativa, comercial y militar, así como la aeronáutica y la astronáutica. El primer fly-in de la EAA se celebró en septiembre de 1953 en lo que hoy es Timmerman Field como una pequeña parte del Desfile aéreo de Milwaukee, al que se inscribieron menos de 150 visitantes el primer año y sólo un puñado de aviones asistieron al evento. En 1959, el EAA fly-in creció demasiado para el Air Pageant y se trasladó a Rockford, Illinois. En 1970, cuando las instalaciones del Aeropuerto de Rockford (actual Aeropuerto Internacional Chicago Rockford), se le quedaron pequeñas, se trasladó a Oshkosh (Wisconsin). Gran parte del crecimiento de la convención y su difusión internacional se atribuye al hijo del fundador Paul Poberezny, el campeón del mundo de acrobacia aérea y presidente de la EAA desde hace muchos años Tom Poberezny, que se convirtió en presidente del evento en 1977.
Durante muchos años, su nombre oficial fue The EAA Annual Convention and Fly-In (Convención Anual de la Asociación de Aviación Experimental y Fly-In). En 1998 pasó a llamarse AirVenture Oshkosh, pero muchos asistentes habituales siguen llamándolo 'The Oshkosh Airshow' (Exhibición Aérea de Oshkosh) o simplemente Oshkosh. Durante muchos años, el acceso a la línea de vuelo estuvo restringido a los miembros de la EAA. En 1997 se modificó la estructura de las tarifas, permitiendo a todos los visitantes el acceso a todo el recinto. EAA AirVenture celebra casi 1.000 foros y talleres, Además de sus muchos proveedores que traen una variedad de suministros para aeronaves, mercancía general, y patrocinadores de marcas de nombre como Piper, Cessna, Cirrus, y muchos otros.
La convención y exhibición aérea AirVenture 2020 se canceló debido a la pandemia de COVID-19

### Estreno de aviones históricos

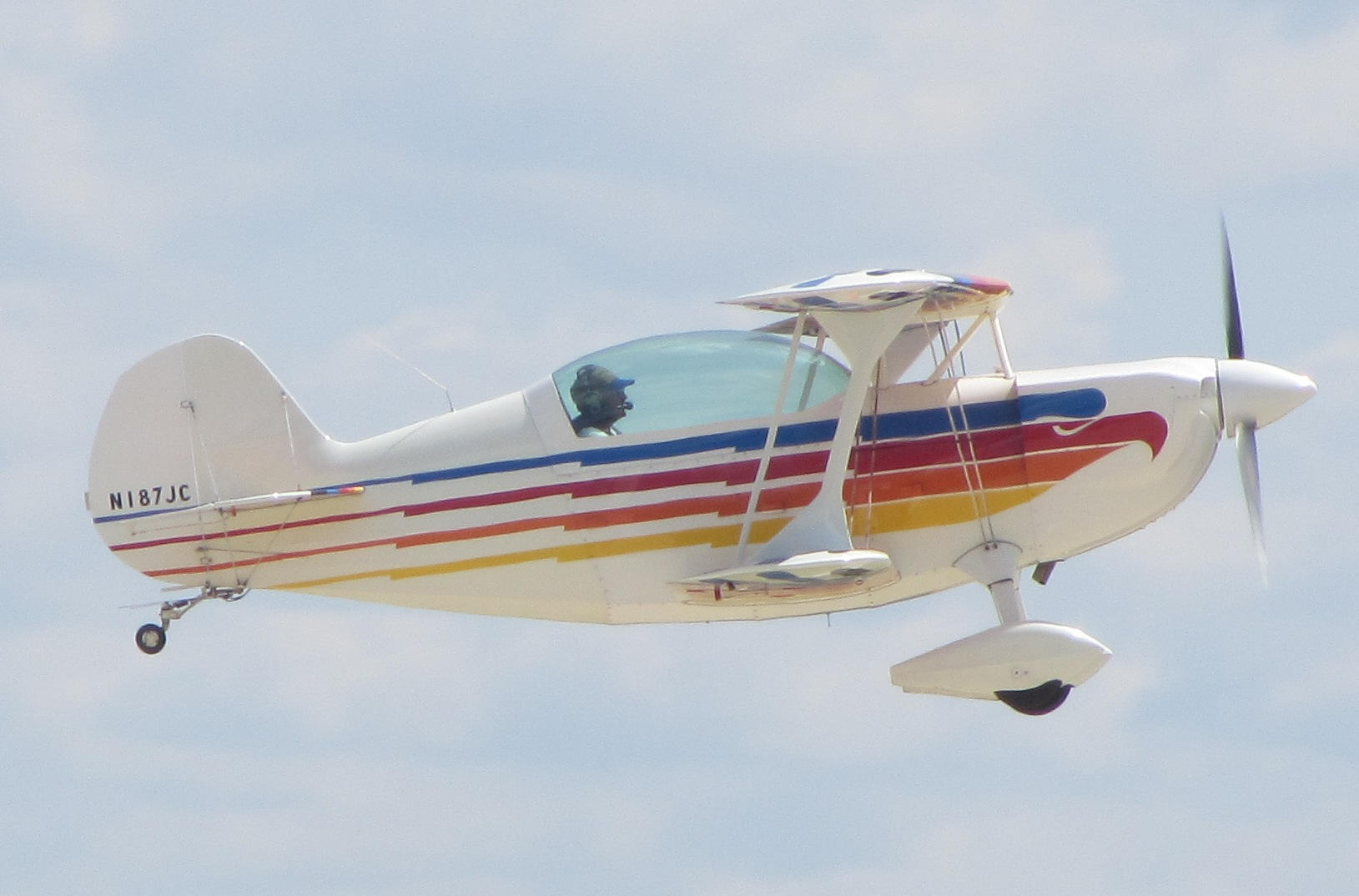
Christen Eagle II at AirVenture 2013

AirVenture ha acogido el debut de numerosos diseños revolucionarios. Richard VanGrunsven presentó su Van's RV-3 en el AirVenture Oshkosh de 1972, un avión de construcción casera que definió nuevas formas de rendimiento aeronáutico. Con el tiempo, VanGrunsven llegaría a construir más aviones de construcción casera que nadie en el mundo, superando la producción anual de todas las empresas de aviación general comercial juntas. En 1975, el diseñador aeronáutico Burt Rutan presentó en Oshkosh su avión de canards VariEze, pionero en el uso de plástico reforzado con fibra de vidrio sin molde en la construcción de aviones caseros, una técnica adoptada por muchas aeronaves en los años siguientes, incluso aviones comerciales de materiales compuestos. En el AirVenture de 1987, los fundadores de Cirrus Aircraft, los hermanos Klapmeier, presentaron el avión en kit Cirrus VK-30, que más tarde condujo a la creación de los exitosos SR20 y SR22, los primeros diseños que incorporaron una construcción totalmente hecha de compuesto de fibra de vidrio, cabinas con paneles de cristal y paracaídas balísticos para fuselaje en la fabricación de aviones ligeros.
Otros diseños notables presentados en AirVenture incluyen el kit de biplano acrobático Christen Eagle II de Frank Christensen en 1978, el Glasair 1 de Tom Hamilton en 1980, y el Lancair 200 de Lance Neibauer en 1985.

## Asistencia

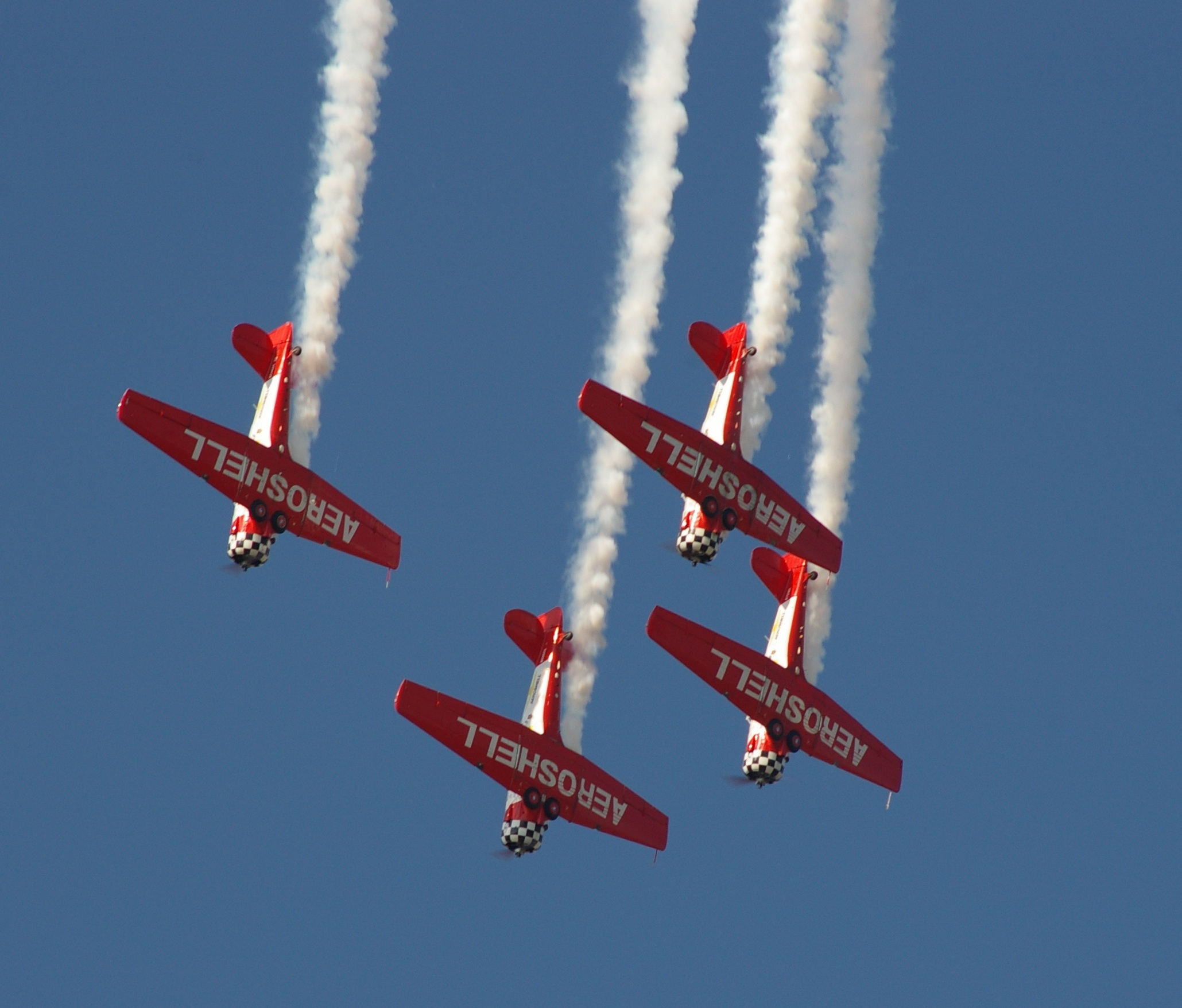
Equipo de Acrobacia Aérea Aeroshell presentándose en el EAA AirVenture de 2007

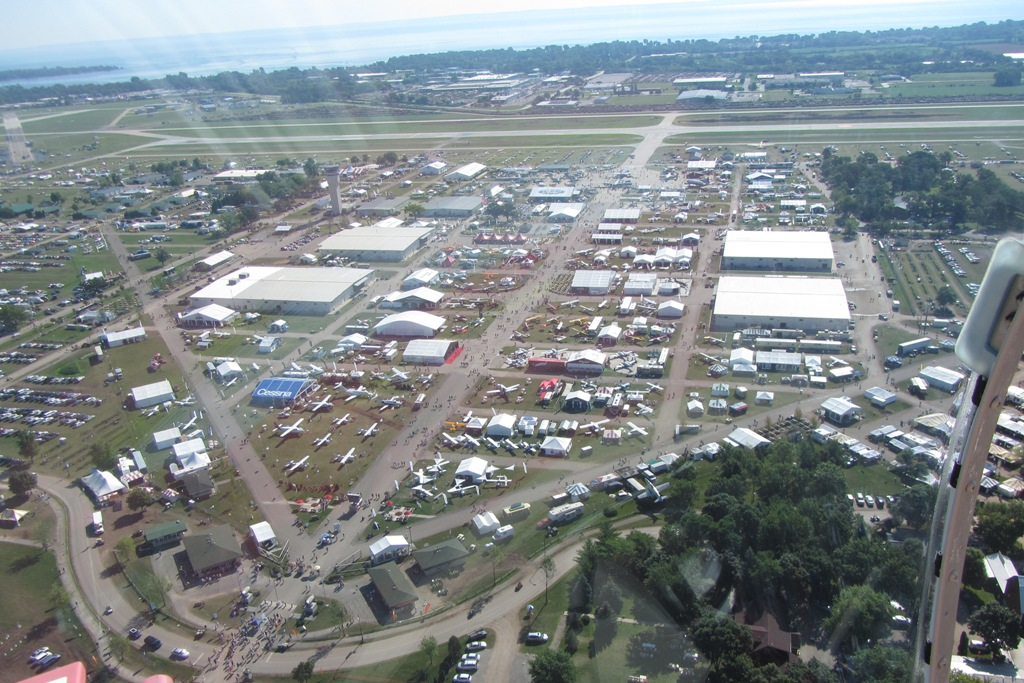
Muestra comercial de la exhibición de 2011

El EAA estimó la asistencia en 2021 en 608.000 personas. En 2018, se registraron 2.714 visitantes internacionales de 87 países. Hubo aproximadamente 10.000 aeronaves, 2.979 aviones de exhibición y 976 representantes de medios de comunicación in situ de seis continentes, junto con 867 expositores comerciales.
En el pasado, la asistencia al evento se tabulaba por días en lugar de a título individual. No está claro si esta práctica sigue existiendo en la EAA Airventure. Por ejemplo, en 2006 el Oshkosh Northwestern informó de que la EAA estimaba la asistencia en 625.000 personas. La estimación se refería al total de asistentes cada día, por lo que una persona que asistiera 7 días contaría como 7 asistentes. Se calcula que asistieron entre 200.000 y 300.000 personas.
El gran número de llegadas y salidas de aviones durante la semana del fly-in hace que la torre de control de Wittman Field FAA sea la más concurrida del mundo durante esa semana por número de movimientos. Para dar cabida al enorme flujo de aeronaves en torno al aeropuerto y el espacio aéreo cercano, cada año se publica un NOTAM especial en el que se coreografían los procedimientos normales y de emergencia a seguir. Más de 4.000 voluntarios contribuyen con aproximadamente 250.000 horas antes, durante y después del evento.

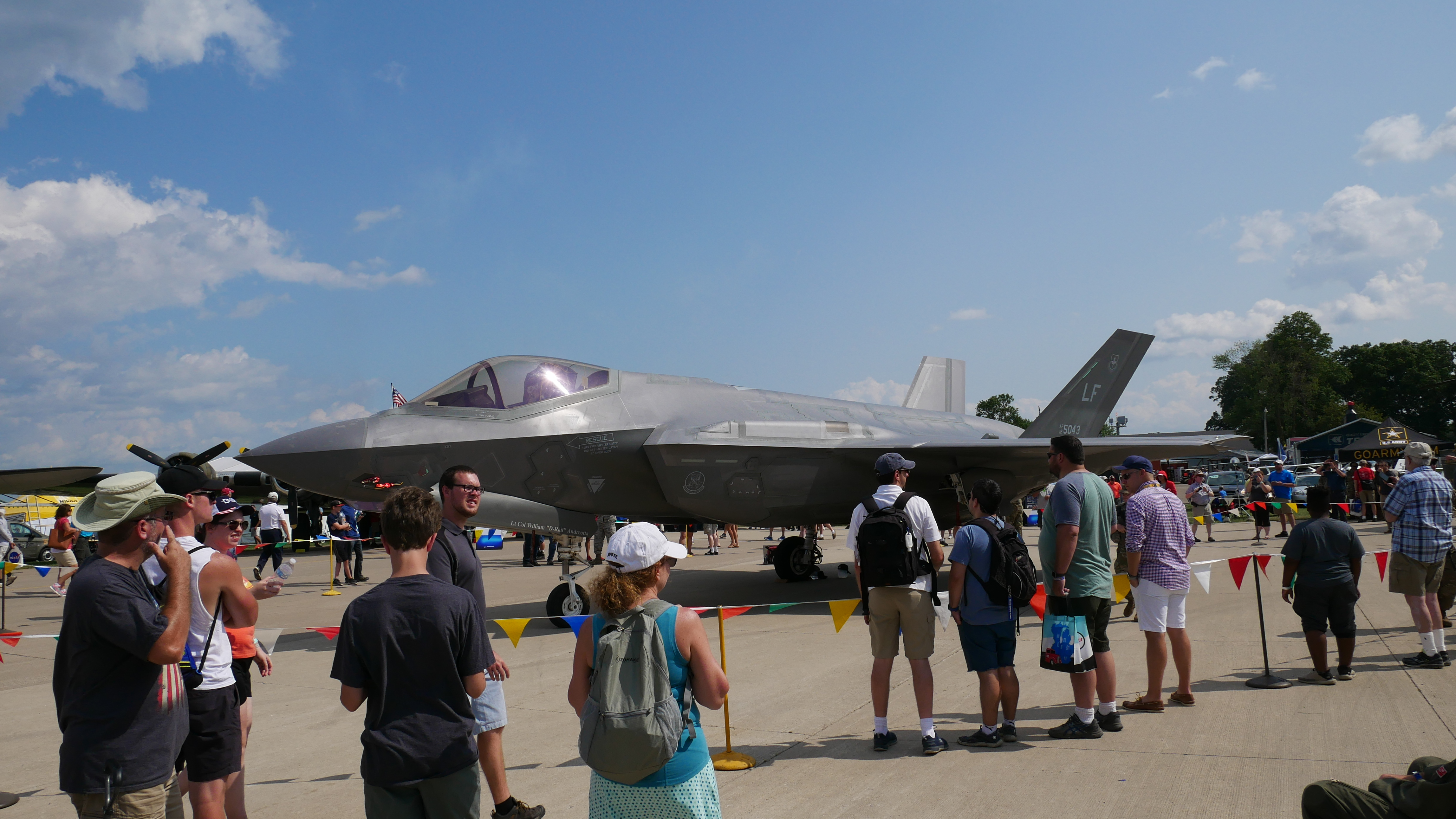
Un F-35 Lightning II en el EAA AirVenture Oshkosh de 2019

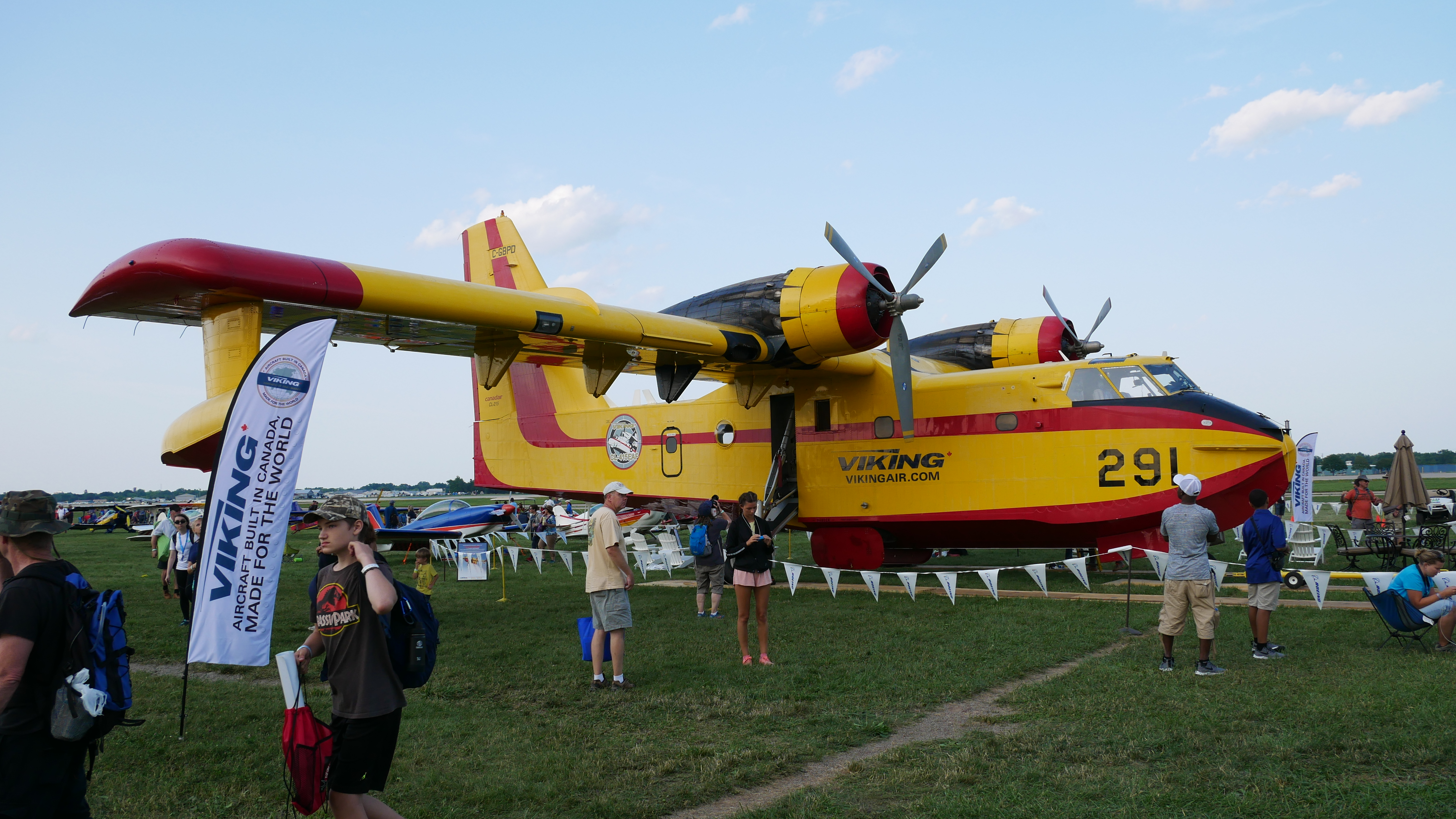
Viking Air Canadair CL-215A at AirVenture 2019

## Impacto económico
El EAA AirVenture tiene un gran impacto económico en la zona de Oshkosh y en el estado de Wisconsin. En 1982, el Milwaukee Journal Sentinel informó de que el fly-in suponía un gran beneficio económico para la región de Fox Valley. En aquel momento, la EAA calculó que el beneficio rondaba los 30 millones de dólares (84,2 millones de dólares en 2021) y la Oficina de Turismo y Convenciones de Oshkosh estimó que sería inferior, de 21 millones ($50.6 millones de dólares en 2021.) En 1989, la Cámara de Comercio de Oshkosh afirmó que el Condado de Winnebago obtenía una ganancia de 47 millones de dólares con el fly-in. Además, un estudio de 1987 de la UW-Oshkosh informó de ganancias de 65 millones de dólares (155 millones en 2021) para todo el estado de Wisconsin.
En 2008, un estudio del Centro de Asociaciones Comunitarias de la UW-Oshkosh mostró un impacto económico de 110 millones de dólares en la zona de Oshkosh. De esa cifra, 84 millones correspondían al impacto directo, con un multiplicador de 26 millones procedente del gasto secundario. Además, el fly in proporcionó 1.700 puestos de trabajo y 39 millones de dólares en ingresos laborales a los condados de Winnebago, Outagamie y Fond du Lac. En 2017, se estimó que el evento tuvo un impacto económico de más de 170 millones de dólares en la zona circundante.

## Operación de Tráfico Aéreo

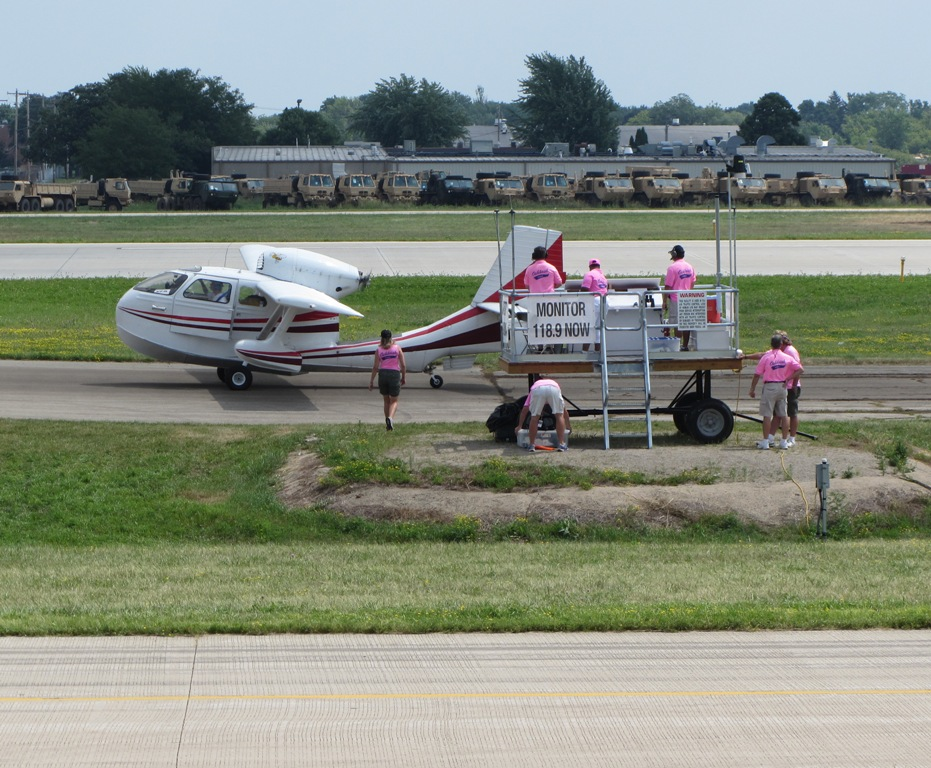
Miembros de la torre (FAA) en rosa, gestionando despachos en 2011

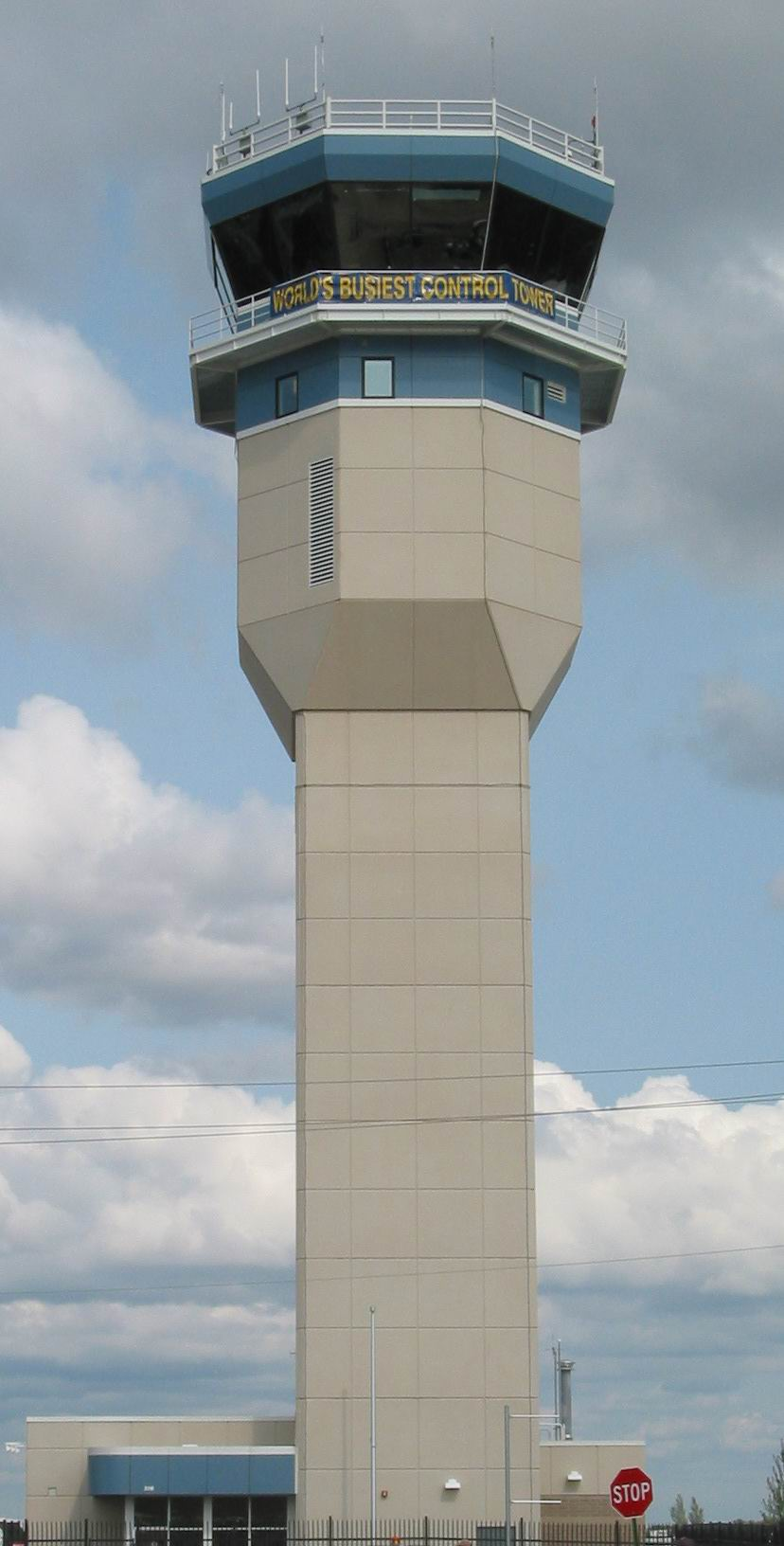
Torre de control en 2009 con una pancarta que dice "World's Busiest Control Tower" (la Torre de Control más ocupada del mundo)

En 1961, el espectáculo aéreo de la EAA de Rockford contó con 10.000 movimientos de aviones. En 1971, la Exhibición EAA de Oshkosh congregó a 600 aviones y sumó 31.653 movimientos. En la actualidad, AirVenture reúne a más de 10.000 aviones. Se utilizan procedimientos especiales de tráfico aéreo para garantizar operaciones seguras y coordinadas. Por ejemplo, en 2014 el NOTAM de procedimientos especiales de vuelo tenía 32 páginas.
El personal de tráfico aéreo de la FAA, incluidos controladores, supervisores y gestores, se presenta a concurso en los 17 estados del Área de Servicio de la Terminal Central de la FAA para participar en el evento. En 2008, 172 profesionales del tráfico aéreo que representaban a 56 instalaciones se presentaron voluntariamente para trabajar en las instalaciones de Oshkosh (OSH), Fond du Lac (FLD) y Fisk. Llevan camisetas de color rosa brillante para destacar entre la multitud.
Debido al Recorte de presupuesto de 2013, la Administración Federal de Aviación anunció que no podía enviar recursos para apoyar el AirVenture. En lugar de cancelar el evento, la Experimental Aircraft Association se vio obligada a firmar un contrato de 447.000 dólares para reembolsar al gobierno los recursos de la FAA durante el AirVenture. La EAA presentó una petición ante un tribunal federal argumentando que la FAA no podía retener los servicios sin una acción específica del Congreso. Sin embargo, en marzo de 2014 la EAA firmó un acuerdo de conciliación por el que se comprometía a pagar los costes de 2013 y otro acuerdo que garantizaba la participación de la FAA durante otros nueve años. El acuerdo exigía a la asociación reembolsar al gobierno los costes específicos de AirVenture que se habían prestado a cargo del gobierno en los años anteriores a 2013.

### Aeropuertos anfitriones
- Aeropuerto Regional Wittman (OSH): Aviones
- Aeropuerto Pioneer (WS17): Helicópteros y dirigibles
- Ultralight Fun Fly Zone: Ultraligeros, paracaídas motorizados, trikes (pendulares), autogiros, helicópteros de construcción casera y globos aerostáticos.
- Base de hidroaviones Vette/Blust (96WI): Hidroaviones
- Aeropuerto del condado de Fond du Lac (FLD): Aeropuerto alterno, aparcamiento adicional
- Aeropuerto Internacional de Appleton (ATW): Aeropuerto de desvío, aparcamiento adicional, tramitación de Aduanas y Protección de Fronteras de EE. UU.
- Aeropuerto de Planeacres (2WN7): Aeropuerto de desvío de emergencia (aproximación de Fisk)

### Operaciones técnicas
Varios días antes del evento, miembros del equipo de Operaciones Técnicas de la FAA procedentes de toda el Área Central de Servicios llegan a Oshkosh para montar las instalaciones temporales de comunicación (plataformas móviles de comunicación, control de aproximación VFR de Fisk y torre de Fond du Lac (FLD)). Estos técnicos mantienen las instalaciones durante el evento y desmontan y almacenan los equipos una vez finalizado AirVenture.[cita requerida]

## Voluntariado
EAA AirVenture depende en gran medida de los voluntarios que llegan en las semanas previas al espectáculo aéreo. Las tareas que realizan van desde aparcar automóviles y aviones, hasta pintar edificios, pasando por ayudar a montar y desmontar conciertos y espectáculos presentados por la EAA. Los voluntarios veteranos reciben comidas gratis, camisetas, parches bordados y entrada gratuita al evento EAA AirVenture.

## Boina Azul Nacional
La Boina Azul Nacional (National Blue Beret o NBB) es una Actividad Especial para cadetes de la Civil Air Patrol. Tiene una duración de dos semanas y se organiza de forma que la segunda semana coincida con el espectáculo aéreo AirVenture. Los participantes son miembros cadetes y senior de la Patrulla Aérea Civil que deben pasar por un proceso de selección competitivo para poder asistir al evento. Los participantes ayudan a llevar a cabo las operaciones del evento, incluyendo el control de vuelos, el control de multitudes y los servicios de emergencia.